# Euphaea subcostalis
Euphaea subcostalis – gatunek ważki z rodziny Euphaeidae. Występuje na Borneo i jest tam szeroko rozpowszechniony; niepewne stwierdzenia pochodzą też z filipińskiej wyspy Palawan.